# Sciapus illiciens
Sciapus illiciens är en tvåvingeart som först beskrevs av Walker 1856.  Sciapus illiciens ingår i släktet Sciapus och familjen styltflugor. Inga underarter finns listade i Catalogue of Life.